# گورنوسلتسی
گورنوسلتسی (به بلغاری: Gornoseltsi) یک منطقهٔ مسکونی در بلغارستان است که در ایوالوفگراد واقع شده‌است.